# Carnerillo
Carnerillo é um município da província de Córdova, na Argentina.